# Mirror Mirror (Kelly Price)
Mirror Mirror è il secondo album in studio della cantante statunitense Kelly Price, pubblicato il 27 giugno 2000 dalla Def Soul.

## Tracce
1. Mirror Mirror (Interlude) – 2:06 (Kelly Price, Warryn Campbell, Gene Dozier, Kenny St. Lewis, Minnie Riperton, Richard Rudolph)
2. Good Love – 3:47 (Kelly Price, Warryn Campbell)
3. You Should've Told Me – 3:14 (Kelly Price, James Moss, Paul Allen)
4. At Least (The Little Things) – 4:14 (R. Kelly)
5. National Anthem (feat. R. Kelly) (Interlude) – 1:21 (Shep Crawford)
6. She Wants You – 4:18 (Kelly Price, Shep Crawford)
7. 3 Strikes – 5:01 (Kelly Price, Warryn Campbell)
8. Mirror, Mirror – 5:16 (Kelly Price)
9. Can't Run Away – 4:32 (Kelly Price, Warryn Campbell)
10. The Lullaby (feat. Jeffrey Jr. & Jonia) – 4:20 (Kelly Price, Peter Mokran)
11. Married Man – 4:05 (Kelly Price, Perry Botkin, Warryn Crawford, Barry Devorzon)
12. Like You Do (feat. Method Man) – 4:18 (Kelly Price, Dennis Lambert, Sylvester Levay, Brian Potter, Stephan Prager, Clifford Smith)
13. All I Want Is You (feat. K-Ci & Gerald Levert) – 4:38 (Kelly Price)
14. As We Lay – 6:12 (William Beck, Larry Troutman)
15. I Know Who Holds Tomorrow – 3:08 (Ira Stanphill)

Traccia bonus
1. Love Sets You Free (feat. Dru Hill, Montell Jordan, Case, Playa, Aaron Hall, LovHer & Kandice Love) – 4:09 (Kelly Price, Aaron Phillips, Denise Rich, Teddy Riley, Chucky Thompson)

## Successo commerciale
Mirror Mirror ha esordito al 5º posto della Billboard 200 con 168 000 copie vendute, segnando il suo primo ingresso nella top 10 della classifica statunitense. L'album è rimasto 30 settimane in classifica ed è certificato disco di platino.

## Classifiche

### Classifiche settimanali
| Classifica (2000) | Posizione massima |
| ----------------- | ----------------- |
| Stati Uniti       | 5                 |

### Classifiche di fine anno
| Classifica (2000) | Posizione |
| ----------------- | --------- |
| Stati Uniti       | 100       |